# プレシャス・モーメンツ (ジャーメイン・ジャクソンのアルバム)
『プレシャス・モーメンツ』（Precious Moments）は、1986年に発表されたジャーメイン・ジャクソンのアルバム。アリスタ・レコードからの第2弾。
「恋するまなざし」は、ホイットニー・ヒューストンとのデュエット。

## 収録曲
1. 「ドゥ・ユー・リメンバー・ミー」 - "Do You Remember Me" (Jermaine Jackson, Michael Omartian, Bruce Sudano) - 5:03
2. 「ロンリー・ウォント・リーヴ・ミー・アローン」 - "Lonely Won't Leave Me Alone" (Jermaine, Tom Keane, Kathy Wakefield, David Foster) - 4:30
3. 「愛すこしだけ」 - "Give a Little Love" (David Malloy, Rodney Crowell) - 3:53
4. 「プレシャス・モーメンツ」 - "Precious Moments" (Jermaine, Tom) - 5:10
5. 「アイ・シンク・イッツ・ラヴ」 - "I Think It's Love" (Jermaine, Michael, Stevie Wonder) - 3:52
6. 「アワー・ラヴ・ストーリー」 - "Our Love Story" (Jermaine, Tom, David Batteau) - 4:31
7. 「胸さわぎのハートビート」 - "I Hear Heartbeat" (Mick Leeson, Peter Vale) - 5:39
8. 「恋するまなざし」 - "If You Say My Eyes Are Beautiful" (Elliot Willensky) - 4:19
9. 「ヴォイス・イン・ザ・ダーク」 - "Voices in the Dark" (Jermaine, Michael) - 4:36
10. 「ワーズ・イントゥ・アクション」 - "Words Into Action" (Mick, Peter) - 4:55